# Port Chester
Port Chester ist eine Ortschaft im Westchester County im US-Bundesstaat New York. Sie liegt vollständig im Gemeindegebiet von Rye (“town Rye”), ist 6,2 km² groß und hatte 2010 eine Einwohnerzahl von 28.967.

## Geschichte

### Historische Objekte
In Port Chester befindet sich in der North Main Street das historische Life Savers Building. Das Gebäude des gleichnamigen Bonbonherstellers Life Savers wurde am 11. Juli 1985 vom National Register of Historic Places als historisches Denkmal mit der Nummer 85001496 aufgenommen.

## Lage
Port Chester liegt an der Küste des Long-Island-Sund unmittelbar vor der Staatsgrenze nach Connecticut, die hier der zum Teil durch den Byram River markiert wird, der hier in die See mündet. Unmittelbar an der Küstenlinie führt die Interstate 95 (New England Thruway) vorbei; im Südwesten verläuft die Interstate 287 (Cross Westchester Expressway).
Der Bahnhof Port Chester gehört zum Nord-Ost-Korridor und ist Zwischenhalt für Nahverkehrszüge Richtung Grand Central Terminal und New Haven. Von 1929 bis 1937 war er auch Endpunkt der New York, Westchester and Boston Railway, die Verbindungen Richtung Bronx anbot.

## Persönlichkeiten
- Jared V. Peck (1816–1891), Politiker, Vertreter von New York im US-Repräsentantenhaus
- Cornelius Mathews (ca. 1817–1889), Schriftsteller
- Anne Edwards (1927–2024), Schriftstellerin
- Angelo D. Roncallo (1927–2010), Jurist und Politiker, Vertreter von New York im US-Repräsentantenhaus
- Keter Betts (1928–2005), Jazz-Bassist
- Joseph R. Bertino (1930–2021), Arzt und Professor an der Yale University in New Haven
- Lester Leroy Short (* 1933), Ornithologe
- Peter Julius Hesse (* 1937), deutscher Unternehmer und Politiker
- Elliot Del Borgo (1938–2013), Komponist, Musikpädagoge und Trompeter
- David M. Glantz (* 1942), Militärhistoriker
- John Abercrombie (1944–2017), Gitarrist
- Karen Machon (* 1944), Schauspielerin
- Barry Lopez (1945–2020), Autor, Ethnologe und Fotograf
- Glenn Zottola (* 1947), Jazzmusiker
- Jon Alpert (* 1948), Journalist und Filmemacher
- Stan Penridge (1951–2001), Produzent, Musiker und Songwriter
- George Gallo (* 1956), Drehbuchautor, Filmregisseur und Filmproduzent
- Stephen Melillo (* 1957), Komponist
- Frank Pavone (* 1959), Anti-Abtreibungs-Aktivist und laisierter katholischer Priester
- John Oliver Barres (* 1960), römisch-katholischer Geistlicher, Bischof von Rockville Centre
- Simone Jay (* 1960), Sängerin
- Jennifer Donnelly (* 1963), Schriftstellerin
- Adam Haslett (* 1970), Schriftsteller und Jurist
- André Roy (* 1975), kanadisch-US-amerikanischer Eishockeyspieler
- Luke Bronin (* 1979), Politiker, Bürgermeister von Hartford, CT
- Tim Erixon (* 1991), schwedischer Eishockeyspieler